# Charles I. d’Amboise
Charles I. d’Amboise († 22. Februar 1481 in Tours) war einer der rührigsten Feudalherren im Frankreich des Königs Karl VII. Er war älteste Sohn von Pierre d’Amboise, dem Bruder von Kardinal Georges d’Amboise. Er war Herr von Chaumont, Sagonne, Meillant, Charenton, Dompuis und Dampierre. 1475 wurde er zum Graf von Brienne ernannt, 1477 wurde er Herr von Arcis-sur-Aube.
Mit der Thronbesteigung des Königs Ludwig XI. fiel er zuerst in Ungnade, wurde dann aber einer seiner engsten Vertrauten. Ludwig XI. machte ihn schließlich zum Ritter des Ordre de Saint-Michel. Er war königlicher Gesandter, Kommandeur der königlichen Armee, Gouverneur der Champagne (1473–1481), Burgund (1477–1481) und ab 1480 Stellvertreter des Königs in der Île-de-France.
Am 23. August 1428 heiratete er Catherine de Chauvigny († nach 16. Dezember 1485), Tochter von André de Chauvigny, Herr von Ravel und Jacqueline de Beaujeu. Das Paar hatte sechs Kinder:
- François, Großmeister des Lazarus-Ordens
- Charles II. d’Amboise (* 1472/73; † 1511), Marschall von Frankreich und Gouverneur von Mailand.
- Louis II. d’Amboise (* 1477; † 1511), Kardinal, Bischof von Albi und Autun.
- Guy, Herr von Ravel.
- Marie, † 1519; ⚭ I 1487 Robert II. de Sarrebruck-Commercy, 1497 Graf von Roucy, † 1504; ⚭ II 1509 Jean VI de Créquy
- Catherine d’Amboise, † 1549; ⚭ I Christophe de Tournon; ⚭ II Philibert de Beaujeu; ⚭ III 1542 Louis von Kleve, Graf von Auxerre, † 1545

Charles I. d’Amboise wurde in der Franziskaner-Kirche in Amboise bestattet.
| Personendaten    | Personendaten            |
| ---------------- | ------------------------ |
| NAME             | Amboise, Charles I. d’   |
| KURZBESCHREIBUNG | französischer Feudalherr |
| GEBURTSDATUM     | 15. Jahrhundert          |
| STERBEDATUM      | 22. Februar 1481         |
| STERBEORT        | Tours                    |